# Zbigniew Hoffmann
Zbigniew Grzegorz Hoffmann (ur. 5 lipca 1963 w Poznaniu) – polski polityk i politolog. W latach 2006–2007 wojewoda kujawsko-pomorski, w latach 2015–2019 wojewoda wielkopolski, poseł na Sejm IX i X kadencji (od 2019), w latach 2020–2022 sekretarz stanu w Kancelarii Prezesa Rady Ministrów, w latach 2022–2023 minister-członek Rady Ministrów w drugim rządzie Mateusza Morawieckiego.

## Życiorys
Syn Waldemara i Barbary. Absolwent Wydziału Nauk Społecznych Uniwersytetu im. Adama Mickiewicza, w 2004 był stypendystą rządu amerykańskiego w zakresie bezpieczeństwa i porządku publicznego. W 1991 pełnił funkcję dyrektora biura zarządu wojewódzkiego Porozumienia Centrum w Poznaniu. Od 1992 do 2000 pracował na różnych stanowiskach w urzędzie wojewódzkim w tym mieście. Od 1997 do 2000 był asystentem wojewody, a w latach 2000–2006 pełnomocnikiem prezydenta Poznania. W 2006 został powołany na urząd wicewojewody wielkopolskiego.
Od 7 listopada 2006 do 29 listopada 2007 był wojewodą kujawsko-pomorskim mianowanym przez premiera Jarosława Kaczyńskiego. W latach 2009–2010 pracował na stanowisku eksperta w Biurze Bezpieczeństwa Narodowego, a następnie w Kancelarii Prezydenta RP w okresie prezydentury Lecha Kaczyńskiego.
W 2011 kandydował w wyborach parlamentarnych z 2. miejsca na liście komitetu wyborczego Prawa i Sprawiedliwości w okręgu wyborczym nr 39 w Poznaniu, jednak nie uzyskał mandatu poselskiego. Oddano na niego 9164 głosy (2,29% głosów oddanych w okręgu). W 2014 został natomiast wybrany na radnego sejmiku wielkopolskiego V kadencji i sprawował funkcje do 2015. W 2015 bez powodzenia kandydował do Sejmu w okręgu poznańskim z ramienia PiS. 8 grudnia 2015 został powołany na stanowisko wojewody wielkopolskiego.
W 2019 został przewodniczącym zarządu okręgowego PiS w Poznaniu. W wyborach parlamentarnych w tym samym roku uzyskał mandat posła na Sejm IX kadencji, kandydując w okręgu konińskim i otrzymując 42 859 głosów. W związku z tym wyborem 11 listopada 2019 zakończył urzędowanie na funkcji wojewody. 13 listopada 2020 powołany na stanowisko sekretarza stanu w Kancelarii Prezesa Rady Ministrów. W 2021 powołany przez premiera Mateusza Morawieckiego w skład Rady Doradców Politycznych.
22 czerwca 2022 powołany przez prezydenta Andrzeja Dudę na stanowisko ministra bez teki. W wyborach w 2023 z powodzeniem ubiegał się o poselską reelekcję, zdobywając 47 594 głosy.  27 listopada tego samego roku zakończył pełnienie funkcji ministra.

## Odznaczenia
W 2016 odznaczony Brązową Odznaką „Zasłużony dla Ochrony Przeciwpożarowej”.